# غوشنة سوداء
الغوشنة السوداء (الاسم العلمي: Morchella elata)، هي نوع من الفطريات تتبع جنس الغوشنة ضمن فصيلة الغوشنية ضمن فصيلة الفنجانيات. وهو نوع من الفطريات الصالحة للأكل وهو شعبي لباحثي وقاطفي الفطر.